# 다카하마정 (이시카와현)
다카하마정(高浜町)은 이시카와현 하쿠이군에 설치되었던 촌이다.

## 지리
서쪽은 동해에 접하고 남쪽은 비조산계인 구릉지대에 위치해 있었다.

## 역사
- 근세 초기 - 와카사 국 다카하마(현 다카하마 정)의 어민이 이주함으로써 이 땅이 다카하마가 된다.
- 1889년 4월 1일 - 정촌제 실시와 함께 다카하마정, 다이넨지촌이 합병해 하쿠이군 다카하마정이 성립하였다.
- 1925년 3월 3일 - 노토철도 (호쿠리쿠 철도 노토선) 가 개통하였다.
- 쇼와 초년 - 다카하마에서 1-11구제를 시행하였다.
- 1955년 4월 28일 - 나가오마다촌을 합병해 다카하마정이 되었다.
  - 8월 10일 - 하쿠이정 (구루미타니)에 편입과 동시에 아마다로 개칭하였다.
- 1970년 11월 1일 - (이전) 시카정과 합병해 새로운 시카정이 형성하여 이 중, 다카하마와 다이넨지는 통합해 다카하마정이 되어, 나머지 7개의 오이자는 시카정의 오이자로 계승. 스에요시에 있던 시카동사무소는 지금까지의 다카하마동사무소로 이전하였다.

## 교통

### 철도
- 호쿠리쿠 철도 노토선

### 도로
- 국도 249호선